# Willa (Kurzfilm)
Willa ist ein deutscher  Kurzspielfilm von Helena Hufnagel aus dem Jahr 2015 nach einer gleichnamigen Kurzgeschichte von Stephen King, mit Karoline Schuch in der Hauptrolle.

## Handlung
Der Film erzählt die Geschichte einer Gruppe Reisender, die nach einem Zugunglück in einer Bahnhofshalle im Nirgendwo stranden und auf den Ersatzzug warten. David stellt fest, dass seine Verlobte Willa verschwunden ist. Er verlässt den Bahnhof, um nach ihr zu suchen.

## Hintergrund
Der Kurzfilm wurde von Cocofilms in Zusammenarbeit mit der Hochschule für Fernsehen und Film München produziert. Die Rechte für die Verfilmung der Kurzgeschichte erwarben die Studenten für den symbolischen Preis von einem Dollar. Dies geschah im Rahmen der Reihe „Dollar Baby“ Stephen Kings.
Der Film enthält einen „Frozen in Time-Shot“.

## Veröffentlichung
Der Film wurde auf den Oscar-Qualifying  LA Shorts Fest und dem Palm Springs International ShortFest gezeigt. In Deutschland lief er unter anderem auf dem Landshuter Kurzfilmfestival und auf der Genrenale. Der Film lief auf 45 internationalen Filmfestivals und gewann 8 Preise. 

## Auszeichnungen
- Nominierung "Bester Kurzfilm" auf dem Palm Springs International ShortFest
- Nominierung "Bester Kurzfilm" auf dem LA Shorts Fest
- Nominierung "Bester Fantasy Kurzfilm" auf dem 2nd Filmquest Filmfestival
- "Bester fiktiver Kurzfilm" auf dem Farcume Faro Short-Film Festival
- "Beste visuellen Effekte" auf dem Sydney Indie film Festival
- "Beste Kamera" auf dem Sydney Indie film Festival
- "Lobende Erwähnung" auf dem Armageddon Expo Film Festival Neuseeland
- "Beste visuellen Effekte" auf den Tabloid Witch Awards
- "Lobende Erwähnung" auf dem Marcabre Fair Film Festival
- Nominierung "Bester Horror Kurzfilm" auf den Winter Film Awards New York
- "Bester internationaler Kurzfilm" auf dem Pensacon Short Film Festival
- "Spezieller Preis" auf dem Göttinger Kurzfilmfestival
- Nominierung "Bester Kurzfilm" auf dem Lund Film Festival